# 4801 Ohře
4801 Ohře este un asteroid din centura principală, descoperit pe 22 octombrie 1989 de Antonín Mrkos.